# 1380-ті до н. е.

## Правителі
- Єгипет: фараон Аменхотеп III.
- Мітанні: царі Шуттарна II та Арташшумара;
- Ассирія: цар Еріба-Адад I.